# Wilhelm Heinrich Neuser
Wilhelm Heinrich Neuser (* 13. Juni 1926 in Siegen; † 25. Juni 2010 in Münster) war ein deutscher evangelischer Theologe, Kirchenhistoriker, Hochschullehrer und Fachmann für die Calvin-Forschung sowie preußische und westfälische Territorialkirchengeschichte.

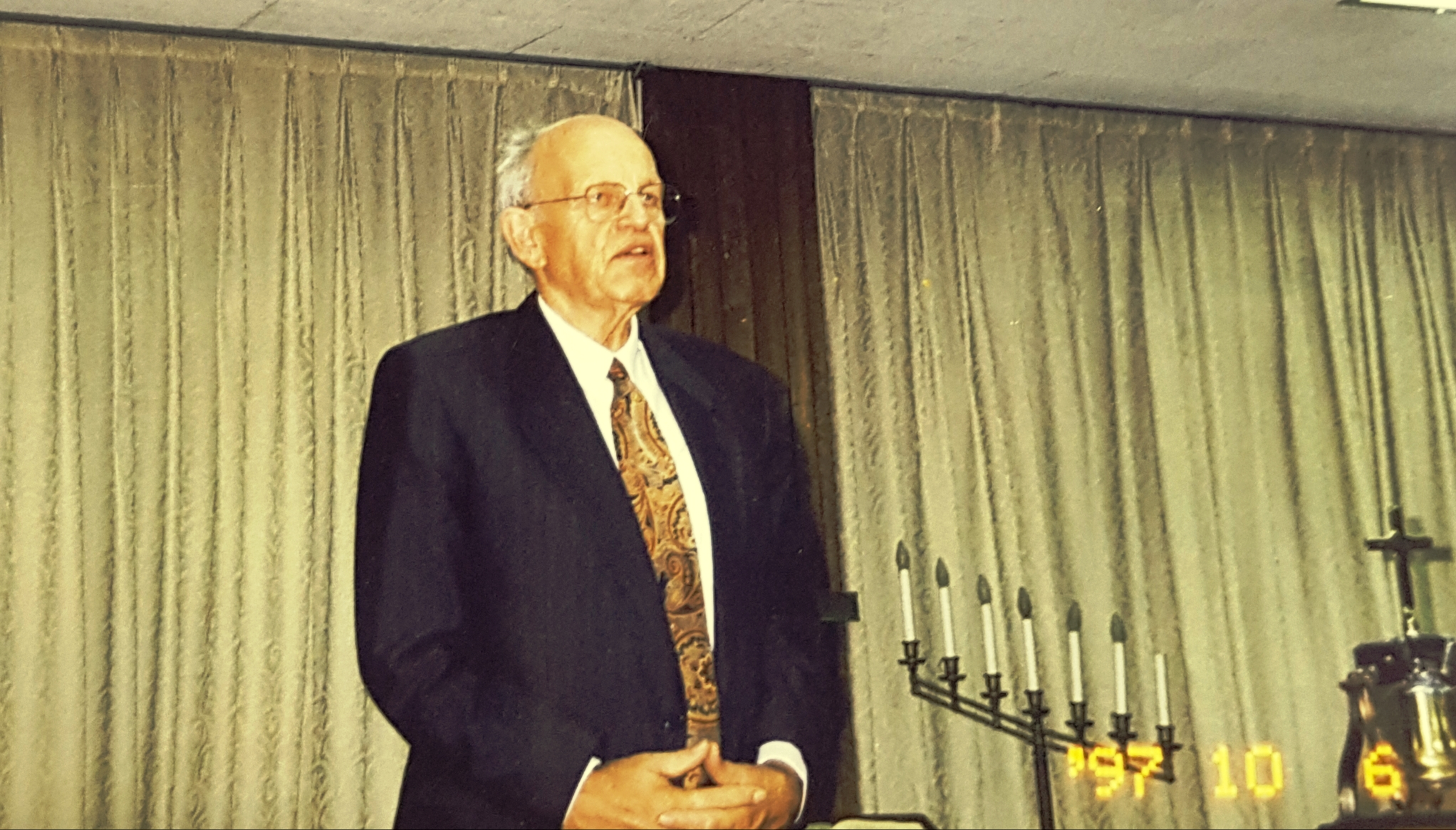
Wilhelm Heinrich Neuser (1997)

## Biografie
Wilhelm Heinrich Neuser, ein in Westfalen geborener Sohn des evangelisch-reformierten Pfarrers und späteren Landessuperintendenten der Lippischen Landeskirche Wilhelm Neuser, studierte nach dem Abitur Evangelische Theologie an der Georg-August-Universität Göttingen, Universität Basel sowie an der Kirchlichen Hochschule Bethel. 1951 legte er seine Erste Kirchliche Dienstprüfung ab und trat anschließend das Vikariat an. Nach Beendigung des Vikariats erfolgte seine Promotion zum Doctor theologiae mit einer Dissertation über Philipp Melanchthon.
Im Jahr 1960 habilitierte sich Wilhelm Neuser an der Evangelisch-Theologischen Fakultät der Westfälischen Wilhelms-Universität Münster. In der Folgezeit begann er dort seine Lehrtätigkeit und war zunächst Dozent und ab 1967 außerplanmäßiger Professor für Kirchengeschichte und Konfessionskunde sowie ab 1971 Wissenschaftlicher Rat , ehe er zum Professor an die Evangelisch-Theologische Fakultät berufen wurde. 1983 erfolgte darüber hinaus seine Ernennung zum Leiter des Instituts für Westfälische Kirchengeschichte. Diese Funktion bekleidete er auch nach seiner Emeritierung 1991 noch bis 2002. Daneben war er zwischen 1986 und 1987 Dekan der Evangelisch-Theologischen Fakultät der Westfälischen Wilhelms-Universität. 
Neuser war während seiner Tätigkeit in Forschung und Lehre ein Kenner des Calvinismus und der Person von Johannes Calvin sowie der Theologie- und Kirchengeschichte, wobei er sich insbesondere mit der Territorialkirchengeschichte von Preußen und Westfalen beschäftigte. Neben seiner wissenschaftlichen Tätigkeit war er Erster Stellvertretender Vorsitzender des Vereins für Westfälische Kirchengeschichte und viele Jahre lang Mitglied des Arbeitskreises für Kirchengeschichtliche Forschung der Evangelischen Kirche der Union (EKU). Außerdem war er mehrere Jahre Sekretär und Mitglied des Präsidiums des Kongresses für Calvin-Forschung. Er lebte unter anderem in Ostbevern.

## Ehrungen
1996 wurde aus Anlass seines 70. Geburtstages eine Festschrift von Jürgen Kampmann unter dem Titel Aus dem Lande der Synoden. Festschrift für W.H. Neuser zum 70. Geburtstag herausgegeben.
Für seine Verdienste wurde ihm 1998 der Ehrendoktortitel eines Doctor of Divinity (D.D.) von der Asia United Theological University in Seoul verliehen. Darüber hinaus erhielt er 2005 einen Ehrendoktortitel der Universität des Freistaates in Bloemfontein.

## Veröffentlichungen
- Der Ansatz der Theologie Philipp Melanchthons. Verlag der Buchhandlung des Erziehungsvereins, Neukirchen 1957.
- Die reformatorische Wende bei Zwingli. Neukirchener Verlag, Neukirchen-Vluyn 1967, ISBN 978-3-7887-0484-1.
- Calvin (Sammlung Göschen; Bd. 3005). de Gruyter, Berlin 1971.
- Evangelische Kirchengeschichte Westfalens im Grundriß. Luther, Bielefeld 2002.
- Johann Calvin. Leben und Werk in seiner Frühzeit 1509–1541. Vandenhoeck & Ruprecht, Göttingen 2009, ISBN 978-3-525-56915-3.